# Château de Tunbyholm
Le château de Tunbyholm est un château suédois situé dans la province de Scanie, dans la municipalité de Tomelilla.

## Traduction
- (en) Cet article est partiellement ou en totalité issu de l’article de Wikipédia en anglais intitulé « Tunbyholm Castle » (voir la liste des auteurs).